# Arkansas nella guerra di secessione americana

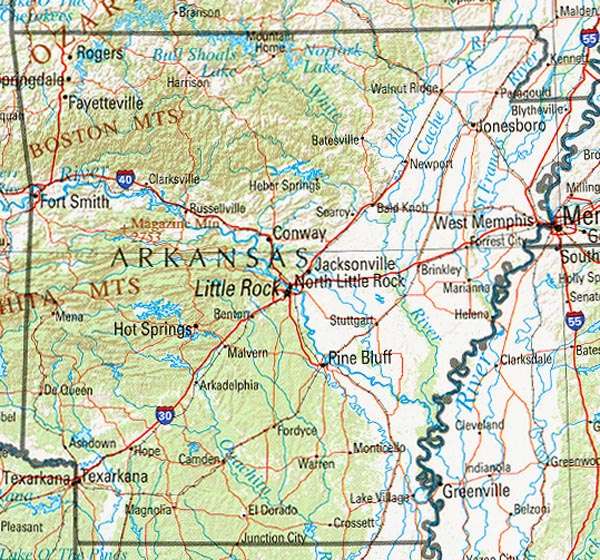
Mappa dell'Arkansas.

Durante la guerra di secessione americana l'Arkansas (che il 15 giugno 1836 era entrato nella federazione degli Stati Uniti d'America come stato schiavista) entrò a far parte della Confederazione e come tale contribuì con uomini, mezzi e rifornimenti allo sforzo bellico dei sudisti.

## Origini
Con l'elezione presidenziale del 1860 fu eletto Presidente degli Stati Uniti d'America Abraham Lincoln, notoriamente abolizionista della schiavitù. Questo diede origine alla Dichiarazione di Secessione da parte della Carolina del Sud. Entro il mese di febbraio del 1861 altri sei stati federati seguirono l'esempio della Carolina del Sud. Essi adottarono una Costituzione provvisoria per un nuovo stato cui appartenere, la Confederazione degli Stati d'America, stabilendone la capitale a Montgomery, in Alabama. La federazione degli stati rimasti fedeli alla federazione originaria venne denominata Unione.

## Crisi secessionista
Nel gennaio 1861 l'Assemblea Generale dello Stato dell'Arkansas, uno stato ancora scarsamente popolato e con un territorio in massima parte selvaggio e non colonizzato, chiese che il popolo si esprimesse attraverso una convention per decidere se rimanere uno degli Stati federali degli Stati Uniti o secedere. Allo stesso tempo i votanti elessero i delegati alla convention, in caso di responso popolare favorevole alla secessione. Il 18 febbraio 1861, l'Arkansas votò per istituire la convention, tuttavia la maggior parte dei delegati eletti per quest'ultima erano unionisti.
Il 12 aprile, dietro ordine del Presidente della neo-costituita Confederazione, Jefferson Davis, truppe sotto il controllo di quest'ultima, agli ordini del generale Pierre Gustave Toutant de Beauregard bombardarono Fort Sumter, fortezza federale, nel porto di Charleston, nella Carolina del Sud, costringendo la guarnigione militare che lo presiedeva ad arrendersi e consegnare il forte alle truppe secessioniste. In risposta il Presidente Lincoln richiamò la milizia di alcuni stati per ottenere una forza armata di 75.000 soldati che sedassero la rivoluzione. Nonostante che l'Arkansas non avesse ancora ufficialmente deciso di secedere, il Governatore Rector intuì che operare verso l'impegno bellico avrebbe portato l'opinione pubblica in campo secessionista e perciò organizzò prontamente un battaglione della milizia dello Stato, al comando di Solon F. Borland, che il 23 aprile fu inviata ad assediare la fortezza federale presso la città di Fort Smith. La risposta del Governatore Rector al Presidente Lincoln fu:
(The American annual cyclopedia and register of important events ..., Volume 15,  1876, p. 23)
La prima convention per la secessione aveva solennemente promesso di:
(The New York Times, 8 June 1861, "The secession of Arkansas" , accesso 30 dicembre 2017)
Ora, di fronte alla richiesta di truppe da parte del Presidente Lincoln, la convention si riunì nuovamente a Little Rock e, il 6 maggio 1861, votò il Decreto di secessione approvandolo con 69 voti contro 1. Il futuro governatore Isaac Murphy fu il solo a votare contro.
Truppe di miliziani catturarono, oltre all'arsenale di Little Rock, altre caserme federali presenti nello stato.
Tra alcune fasce della popolazione locale tuttavia fu presente sin dall'inizio un sentimento filo-nordista che divenne sempre più diffuso a partire dalla caduta di Little Rock nell'autunno 1863. Si formarono dunque alcune milizie filo-unioniste che principalmente combatterono contro la guerriglia confederata.

## Campagne maggiori

### 1865
Dopo la presa di Little Rock da parte dell'esercito nordista, la capitale dell'Arkansas venne spostata a Hot Springs e successivamente a Washington, un'altra cittadina dello stato.
Alla fine della guerra la maggior parte dei reggimenti dell'Arkansas servivano nell'Armata Confederata del Tennessee di Braxton Bragg e con essa si arresero il 26 aprile 1865 a Greensboro (Carolina del Nord).

## Leaderconfederati

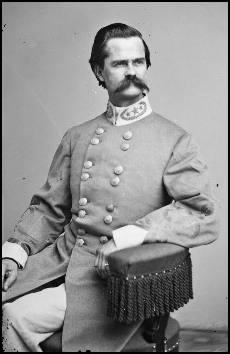
Brigadier generale William N.R. Beall
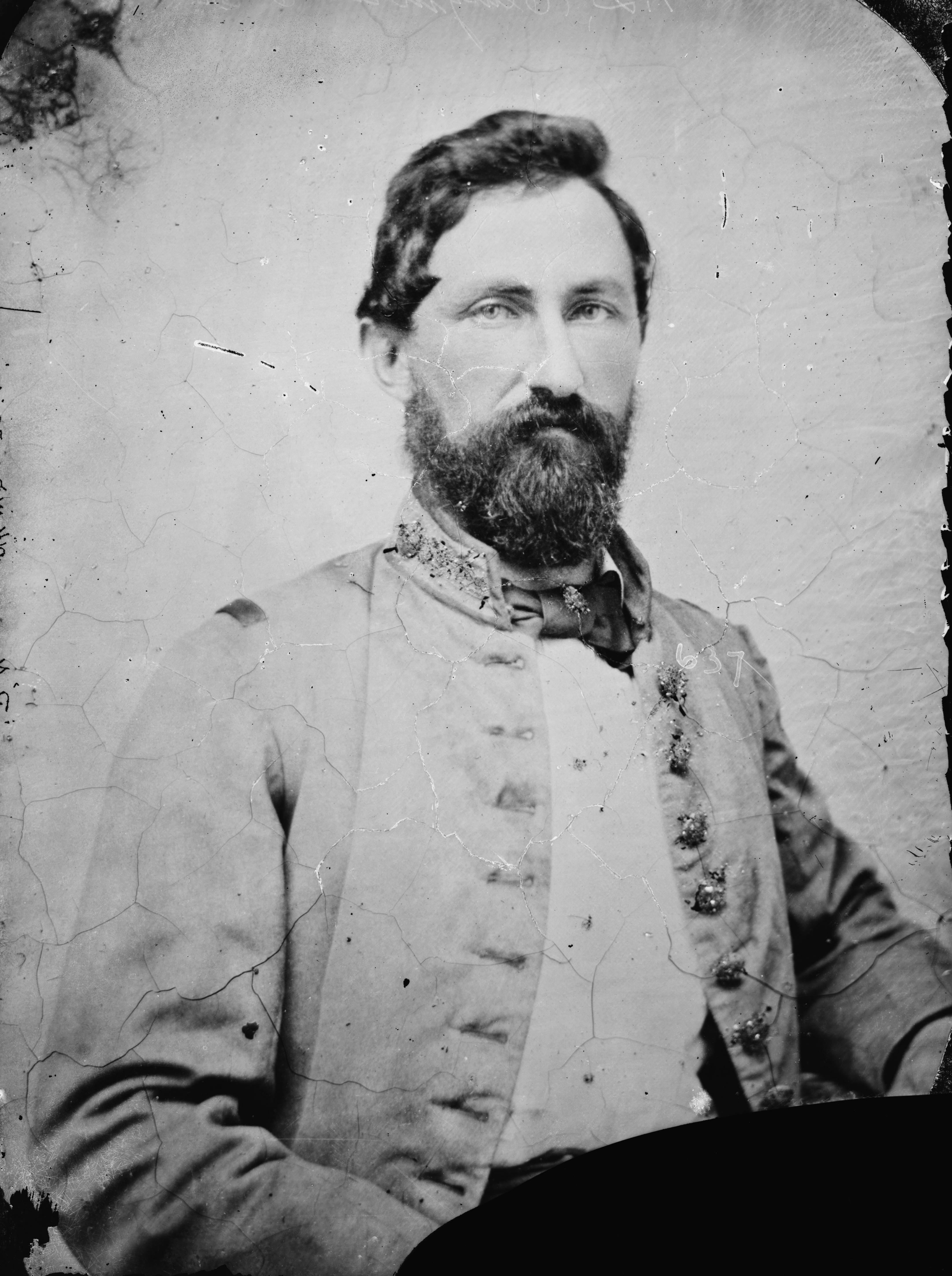
Brigadier generale William Lewis Cabell
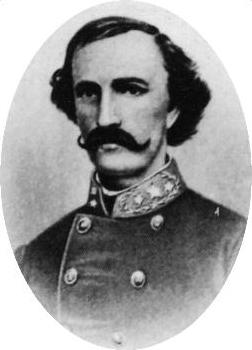
Maggior generale Thomas James Churchill
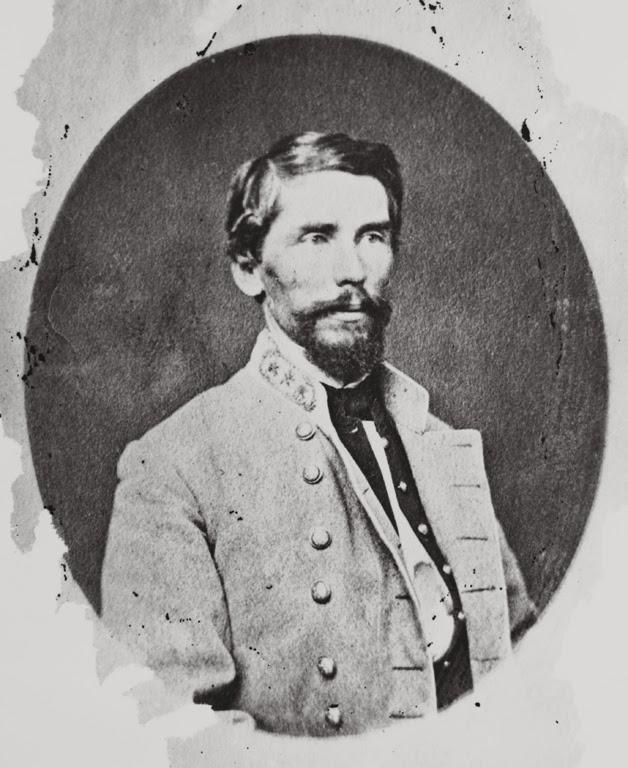
Maggior generale Patrick Ronayne Cleburne
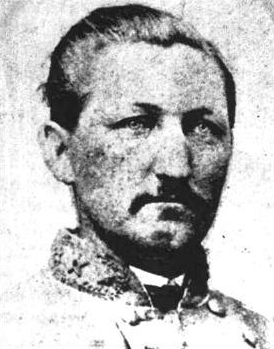
Brigadier generale Thomas Pleasant Dockery
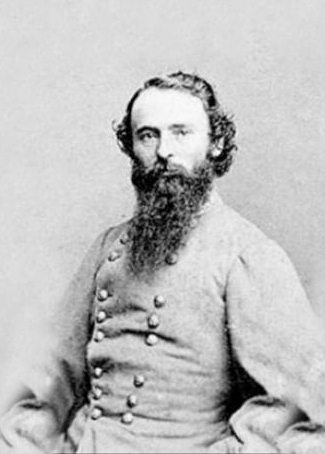
Maggior generale James Fleming Fagan
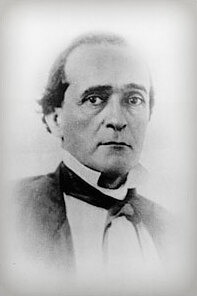
Governatore dell'Arkansas Harris Flanagin
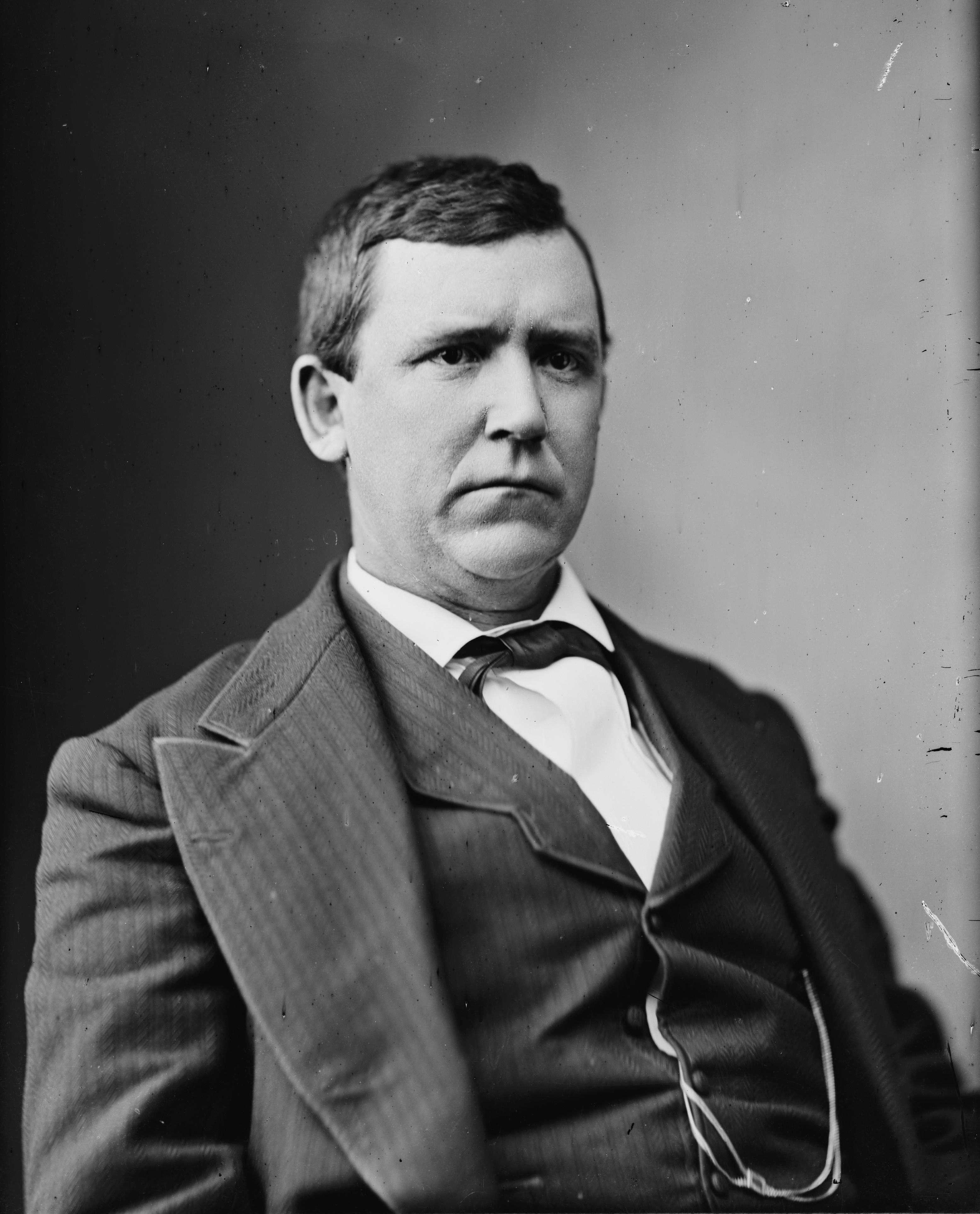
Senatore Augustus Hill Garland
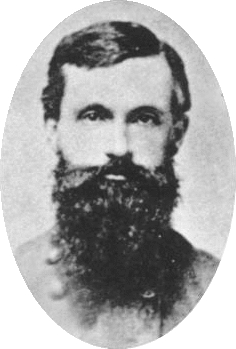
Brigadier generale Daniel Chevilette Govan
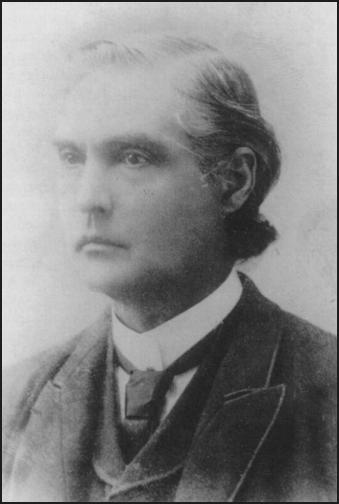
Brigadier generale Alexander Travis Hawthorn
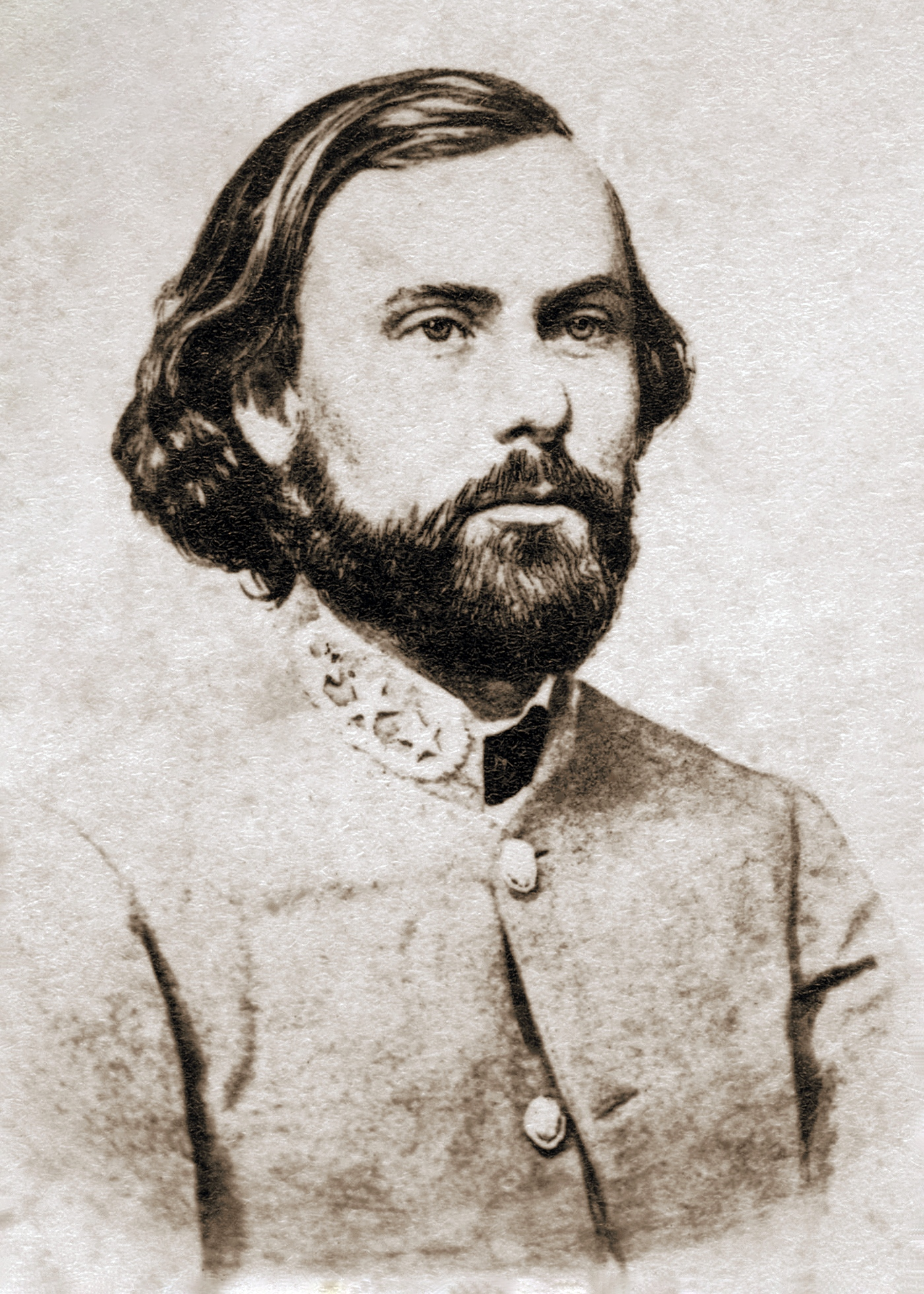
Maggior generale Thomas Carmichael Hindman
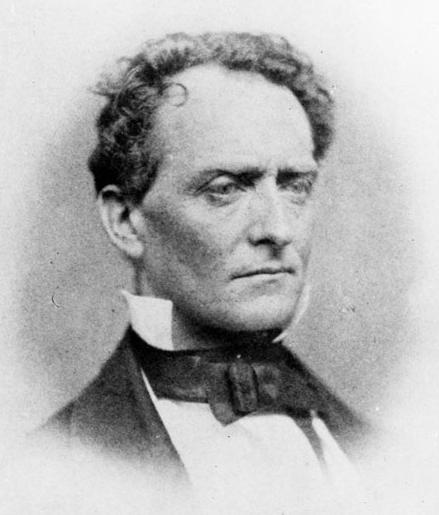
Senatore Robert Ward Johnson
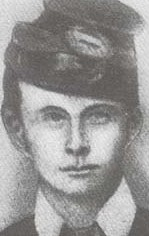
Brigadier generale John Herbert Kelly
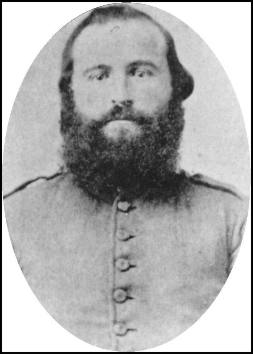
Brigadier generale James McQueen McIntosh
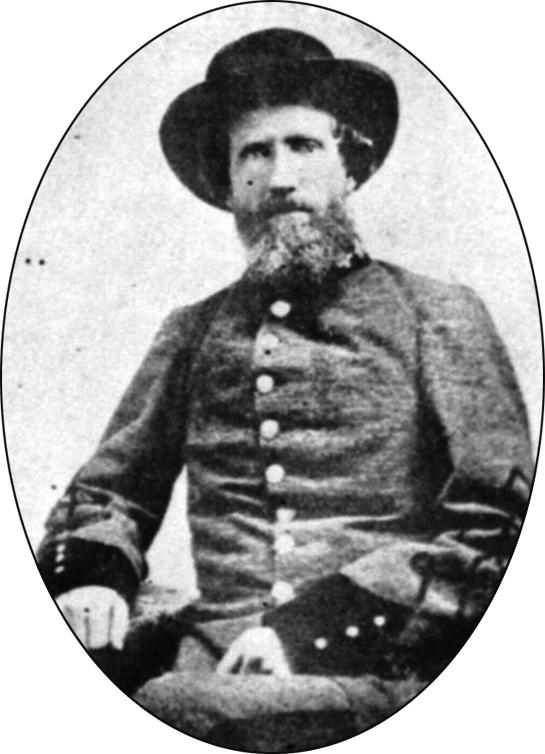
Brigadier generale Evander McNair
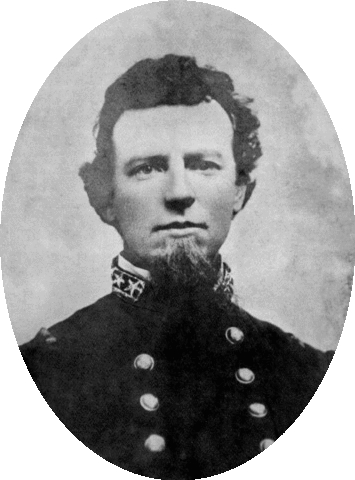
Brigadier generale Dandridge McRae
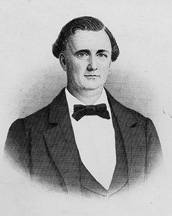
Senatore Charles Burton Mitchel
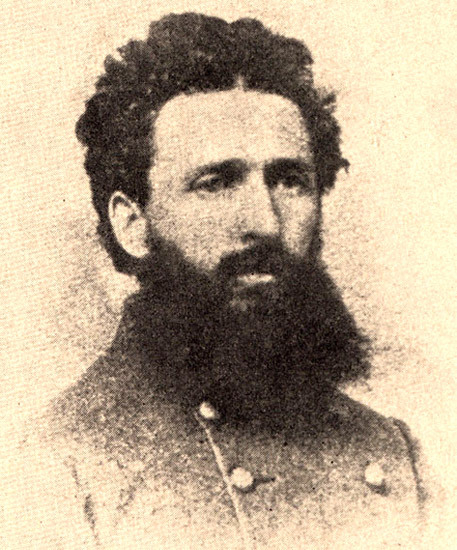
Brigadier generale Nicholas Bartlett Pearce
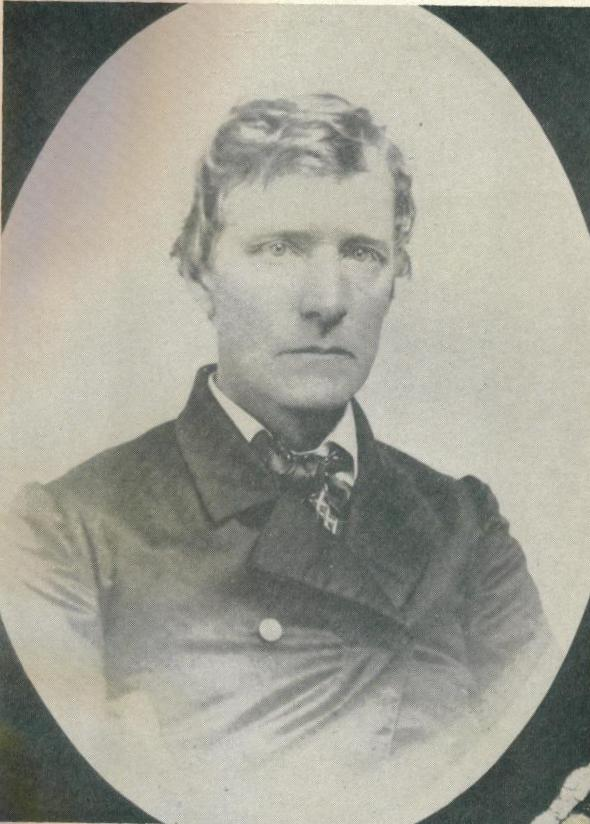
Aiutante generale Gordon N. Peay
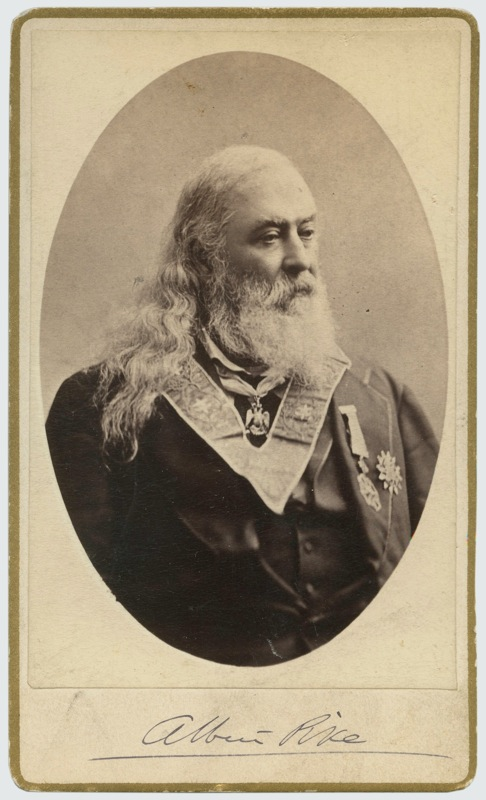
Brigadier generale Albert Pike
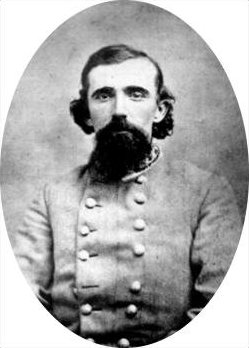
Brigadier generale Lucius Eugene Polk
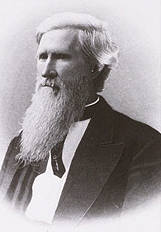
Governatore Henry Massey Rector
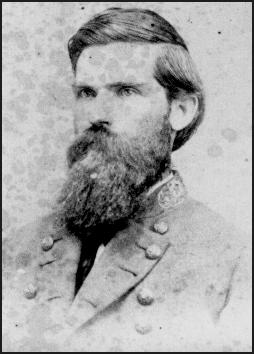
Brigadier generale Daniel Harris Reynolds
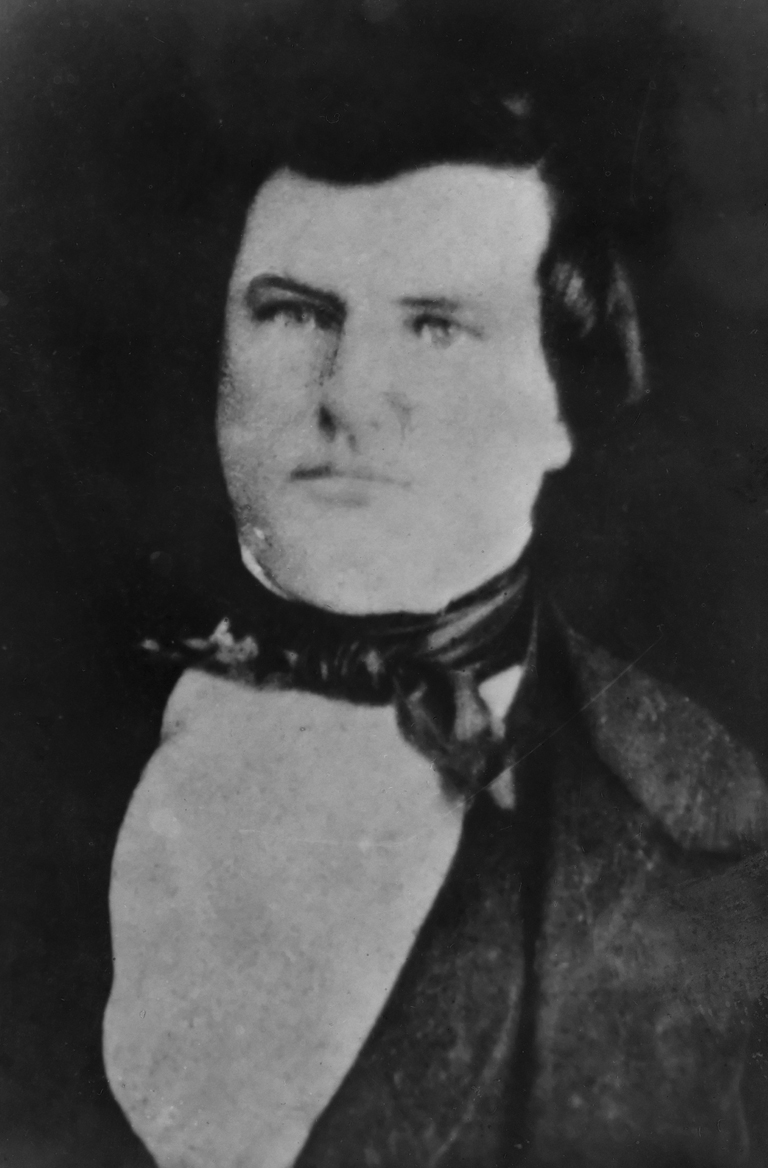
Brigadier generale John Selden Roane
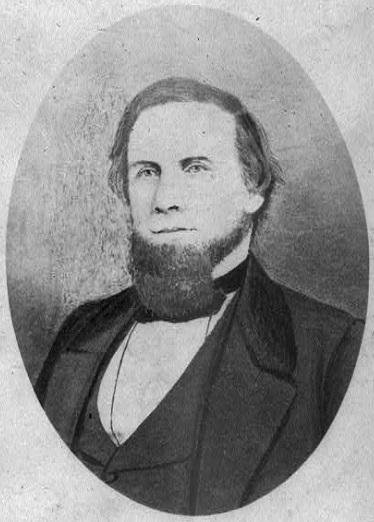
Brigadier generale Albert Rust
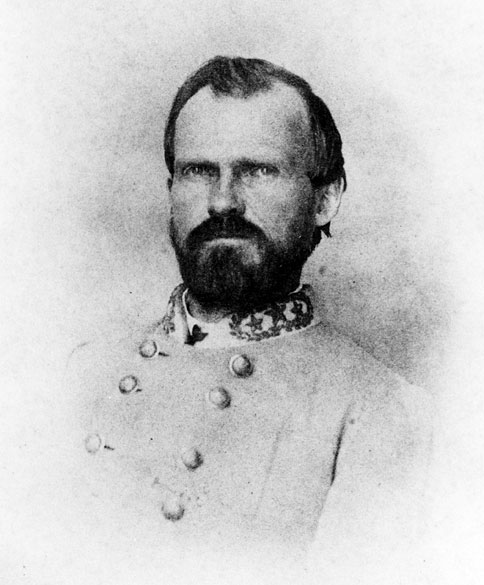
Brigadier generale James Camp Tappan
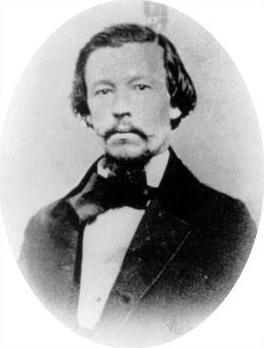
Brigadier generale Lucius Marshall Walker

## Leader unionisti

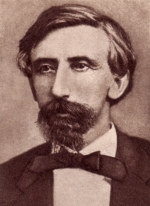
Aiutante generale Albert W. Bishop
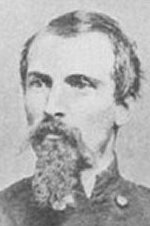
Brigadier generale Powell Clayton
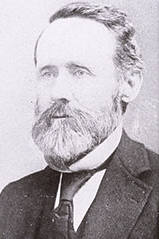
Colonnello William Meade Fishback
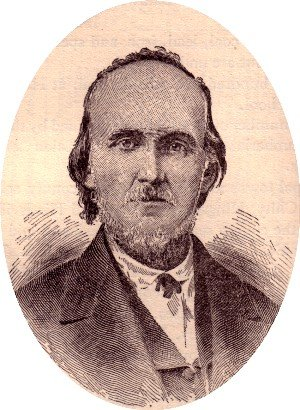
Governatore Isaac Murphy
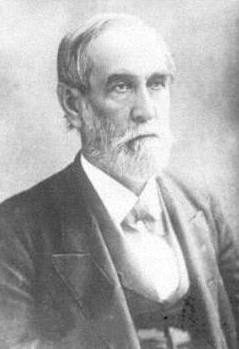
Governatore militare John Smith Phelps

A questi ultimi si aggiungono il Colonnello Elisha Baxter e il pari di grado militare John Elisha Phelps.